# Lista de conquistas das camadas jovens na Associação de Futebol do Porto

## Total de títulos por Clube
- FC Porto - 86
- Boavista FC - 25
- Leixões SC - 17
- Varzim SC - 7
- SC Salgueiros - 6
- Rio Ave - 6
- FC Paços de Ferreira - 6
- Amarante - 4
- Freamunde - 4
- Futebol Clube de Avintes - 4
- FC Maia - 3
- Leça FC - 2
- Candal - 2
- FC Penafiel - 2
- FC Infesta - 2
- Padroense FC - 2
- FC Felgueiras - 1
- Académico FC - 1
- SC Coimbrões - 1
- Sandinenses - 1
- Ermesinde - 1
- FC Foz - 1
- Senhora da Hora - 1
- SC Progresso - 1
- Vilanovense - 1
- ADR Pasteleira - 1
- Gondomar - 1
- Grijó - 1
- FC Gaia - 1

## Juniores

### Lista de campeões
- 1936/37 - Amarante
- 1937/38 - Leixões SC
- 1938/39 - Académico do Porto
- 1939/40 - Leixões SC
- 1940/41 - FC Porto
- 1941/42 - Leixões SC
- Em 1942/43 não se realizou
- 1943/44 - FC Porto
- Em 1944/45 não se realizou
- 1945/46 - SC Coimbrões
- 1946/47 - FC Porto
- 1947/48 - Leixões SC
- 1948/49 - SC Salgueiros
- 1949/50 - FC Porto
- De 1950/51 a 1952/53 não se realizou
- 1953/54 - FC Porto
- 1954/55 - Sandinenses
- 1955/56 - Leça FC
- 1956/57 - Leça FC
- 1957/58 - FC Porto
- Em 1958/59 não se realizou
- 1959/60 - FC Porto
- 1960/61 - FC Porto
- 1961/62 - FC Porto
- 1962/63 - Leixões SC
- 1963/64 - FC Porto
- 1964/65 - FC Porto
- 1965/66 - Leixões SC
- 1966/67 - FC Porto
- 1967/68 - FC Porto
- 1968/69 - FC Porto
- 1969/70 - FC Porto
- 1970/71 - FC Porto
- 1971/72 - FC Porto
- 1972/73 - FC Porto
- 1973/74 - FC Porto
- 1974/75 - Leixões SC
- 1975/76 - Ermesinde Sport Club
- 1976/77 - FC Foz
- 1977/78 - Rio Ave
- 1978/79 - Tirsense
- 1979/80 - Amarante
- 1980/81 - SC Salgueiros
- 1981/82 - Leixões SC
- 1982/83 - Varzim SC
- 1983/84 - Futebol Clube de Avintes
- 1984/85 - Paços Ferreira
- 1985/86 - Boavista FC
- 1986/87 - Salgueiros
- 1987/88 - Rio Ave
- 1988/89 - FC Maia
- 1989/90 - Freamunde
- 1990/91 - Paços Ferreira
- 1991/92 - Rio Ave
- 1992/93 - Futebol Clube de Avintes
- 1993/94 - Senhora da Hora
- 1994/95 - Candal
- 1995/96 - FC Penafiel
- 1996/97 - FC Felgueiras
- 1997/98 - FC Porto
- 1998/99 - FC Infesta
- 1999/00 - Paços Ferreira
- 2000/01 - Varzim SC
- 2001/02 - SC Salgueiros
- 2002/03 - Candal
- 2003/04 - Gondomar
- 2004/05 - Leixões SC
- 2005/06 - Leixões SC

### Títulos por Clube
- FC Porto - 20
- Leixões SC - 10
- SC Salgueiros - 4
- Rio Ave - 3
- Paços Ferreira - 3
- Amarante - 2
- Leça FC - 2
- Candal - 2
- Varzim SC - 2
- Futebol Clube de Avintes - 2
- Boavista FC - 1
- FC Felgueiras - 1
- Gondomar - 1
- Académico do Porto - 1
- SC Coimbrões - 1
- Sandinenses - 1
- Ermesinde Sport Club - 1
- FC Foz - 1
- FC Penafiel - 1
- Tirsense - 1
- FC Maia - 1
- Freamunde - 1
- FC Infesta - 1
- Senhora da Hora - 1

## Juvenis

### Lista de campeões
- 1965/66 - FC Porto
- 1966/67 - FC Porto
- 1967/68 - SC Progresso
- 1968/69 - Leixões SC
- 1969/70 - FC Porto
- 1970/71 - FC Porto
- 1971/72 - FC Porto
- Em 1972/73 não se realizou
- 1973/74 - FC Porto
- 1974/75 - Leixões
- 1975/76 - FC Porto
- 1976/77 - FC Porto
- 1977/78 - Varzim SC
- 1978/79 - Leixões SC
- 1979/80 - Leixões SC
- 1980/81 - FC Porto
- 1981/82 - FC Porto
- 1982/83 - Futebol Clube de Avintes
- 1983/84 - Leixões SC
- 1984/85 - FC Porto
- 1985/86 - Varzim SC
- 1986/87 - SC Salgueiros
- 1987/88 - Rio Ave
- 1988/89 - Freamunde
- 1989/90 - Vilanovense
- 1990/91 - Rio Ave
- 1991/92 - Varzim SC
- 1992/93 - Paços Ferreira
- 1993/94 - Amarante
- 1994/95 - FC Porto
- 1995/96 - Freamunde
- 1996/97 - FC Porto
- 1997/98 - Varzim SC
- 1998/99 - FC Porto
- 1999/00 - FC Porto
- 2000/01 - ADR Pasteleira
- 2001/02 - Padroense FC
- 2002/03 - Freamunde
- 2003/04 - Gondomar
- 2004/05 - Rio Ave
- 2005/06 - Padroense FC

### Títulos por Clube
- FC Porto - 15
- Leixões - 5
- Varzim SC - 4
- Rio Ave - 3
- Freamunde - 3
- Futebol Clube de Avintes - 1
- SC Progresso - 1
- SC Salgueiros - 1
- Vilanovense - 1
- Paços Ferreira - 1
- Amarante - 1
- ADR Pasteleira -  1
- Padroense FC - 1
- Gondomar - 1
- Padroense FC - 1

## Iniciados

### Lista de campeões
- 1972/73 - Serzedo
- 1973/74 - Futebol Clube de Avintes
- 1974/75 - FC Porto
- 1975/76 - Leixões SC
- 1976/77 - FC Porto
- 1977/78 - FC Porto
- 1978/79 - FC Porto
- 1979/80 - FC Porto
- 1980/81 - FC Porto
- 1981/82 - FC Porto
- 1982/83 - Leixões SC
- 1983/84 - FC Porto
- 1984/85 - FC Porto
- 1985/86 - FC Porto
- 1986/87 - FC Porto
- 1987/88 - Boavista FC
- 1988/89 - FC Porto
- 1989/90 - FC Porto
- 1990/91 - FC Porto
- 1991/92 - FC Porto
- 1992/93 - FC Porto
- 1993/94 - Boavista FC
- 1994/95 - FC Porto
- 1995/96 - Grijó
- 1996/97 - FC Porto
- 1997/98 - Boavista FC
- 1998/99 - FC Porto
- 1999/00 - FC Maia
- 2000/01 - FC Porto
- 2001/02 - Amarante
- 2002/03 - Canelas Gaia
- 2003/04 - FC Penafiel
- 2004/05 - FC Maia
- 2005/06 - FC Porto
- 2007/08 - FC Porto

### Títulos por Clube
- FC Porto - 22
- Boavista - 3
- Leixões SC - 2
- FC Maia - 1
- Serzedo - 1
- Futebol Clube de Avintes - 1
- Grijó - 1
- Amarante - 1
- Canelas Gaia - 1
- FC Penafiel - 1

## Infantis

### Lista de campeões
- 1922/23 - Boavista FC
- 1923/24 - FC Porto
- 1924/25 - Boavista FC
- 1925/26 - FC Porto
- 1926/27 - SC Salgueiros
- Em 1927/28 e 1928/29 não se realizou
- 1929/30 - FC Porto
- 1930/31 - FC Porto
- 1931/32 - Boavista FC
- 1932/33 - FC Gaia
- 1934/35 - Boavista FC
- 1935/36 - Boavista FC
- De 1936/37 a 1980/81 não se realizou
- 1981/82 - FC Porto
- 1982/83 - Canidelo
- 1983/84 - FC Porto
- 1984/85 - Varzim SC
- 1985/86 - FC Porto
- 1986/87 - Boavista FC
- 1987/88 - FC Porto
- 1988/89 - Boavista FC
- 1989/90 - FC Porto
- 1990/91 - FC Porto
- 1991/92 - Boavista FC
- 1992/93 - FC Porto
- 1993/94 - Boavista FC
- 1994/95 - Boavista FC
- 1995/96 - FC Porto
- 1996/97 - FC Porto
- 1997/98 - Boavista FC
- 1998/99 - FC Porto
- 1999/00 - Boavista FC
- 2000/01 - FC Porto
- 2001/02 - FC Porto
- 2002/03 - FC Porto
- 2003/04 - Boavista FC
- 2004/05 - não se realizou
- 2005/06 - FC Porto
- 2007/08 - FC Porto

### Títulos por Clube
- FC Porto - 20
- Boavista FC - 12
- SC Salgueiros - 1
- FC Gaia - 1
- Varzim SC - 1

## Escolinhas

### Lista de campeões
- 1985/86 - FC Porto
- 1986/87 - FC Infesta
- 1987/88 - FC Paços de Ferreira
- 1988/89 - Boavista FC
- 1989/90 - Boavista FC
- 1990/91 - Boavista FC
- 1991/92 - Boavista FC
- 1992/93 - Boavista FC
- 1993/94 - FC Porto
- 1994/95 - FC Paços de Ferreira
- 1995/96 - FC Porto
- 1996/97 - FC Porto
- 1997/98 - Boavista FC
- 1998/99 - FC Porto
- 1999/00 - Boavista FC
- 2000/01 - FC Porto
- 2001/02 - Boavista FC
- 2002/03 - FC Porto
- 2003/04 - FC Porto
- 2004/05 - Boavista FC
- 2005/06 - FC Porto

### Títulos por Clube
- FC Porto - 9
- Boavista FC - 9
- FC Paços de Ferreira - 2
- FC Infesta - 1